# Klimt (film)
Pour les articles homonymes, voir Klimt (homonymie).
Pour plus de détails, voir Fiche technique et Distribution.
Klimt est un film franco-germano-britannico-autrichien, réalisé par Raoul Ruiz, sorti en 2006, et interprété par John Malkovich.

## Synopsis
Klimt est un film biographique sur la vie du peintre viennois Gustav Klimt, autour d'une période mouvementée de sa carrière, du début du XXe siècle à sa mort en 1918. Les peintures évocatrices de Klimt viennent symboliser le style de la Sécession viennoise de la fin du XIXe siècle et du début du XXe siècle.

## Fiche technique
- Titre : Klimt
- Réalisation : Raoul Ruiz
- Scénario : Raoul Ruiz et Gilbert Adair[1]
- Photographie : Ricardo Aronovich
- Montage : Valeria Sarmiento et Béatrice Clérico[2]
- Musique : Jorge Arriagada
- Décors : Rudolf Czettel[3]
- Costumes : Birgit Hutter (de)
- Son : Michael Spencer
- Pays d'origine :  Autriche,  France,  Allemagne,  Royaume-Uni
- Format : couleur - 35 mm - 1,85:1 - Dolby Digital
- Genre : drame, biographique
- Durée : 127 minutes (director's cut) ; 97 minutes (producer's cut)
- Dates de sortie : 
  - Pays-Bas : 28 janvier 2006 (Festival international du film de Rotterdam)
  - France : 26 avril 2006

## Distribution
- John Malkovich : Gustav Klimt
- Veronica Ferres : Emilie Flöge, surnommée Midi
- Saffron Burrows : Léa de Castro
- Nikolai Kinski : Egon Schiele
- Aglaia Szyszkowitz : Mizzi
- Sandra Ceccarelli : Serena Lederer (en)
- Stephen Dillane : le secrétaire
- Joachim Bißmeier : Hugo Moritz
- Ernst Stötzner : le ministre Hartl
- Paul Hilton : le duc Octave
- Annemarie Düringer : la mère de Klimt
- Irina Wanka : Berta Zuckerkandl
- Florentín Groll : Messerschmidt
- Miguel Herz-Kestranek : Dr. Stein
- Marion Mitterhammer : la sœur de Klimt
- Alexander Strobele : Bahr
- Georgia Reeve : le double de Léa de Castro
- Rainer Friedrichsen : le double de Klimt
- Denis Petkovic : l'architecte Loos
- Stephan Paryla : Chamberlain
- Klaus Ofczarek : le vieux garçon
- Georg Friedrich : le jeune garçon de café 1
- Daniel Keberle : le jeune garçon de café 2
- Miriam Heard : une infirmière
- Erwin Leder : un infirmier
- Nicole Beutler : la dame anglaise
- Fritz von Friedl : le mari anglais
- Karl Fischer : August Lederer
- Gunther Gillian : Georges Méliès
- Peter Appiano : Carl Moll
- Alexandra Hilverth : la patronne au bordel
- Martin Brambach : Thomas
- Antje Charlotte Sieglin : Vally
- Julie Bräuning : Lissie
- Ariella Hirshfeld : Kati
- Verena Mundhenke : Lili
- Mark Zak : Hevesi
- Nico Bartholy : Oskar Kokoschka
- Marc Schötteldreier : le photographe viennois
- Xaver Hutter : un client au Café central
- Roland Jaeger : un client au Café central
- Lothar Jansky : un client au Café central
- David Oberkogler : un client au Café central
- Franz Robert Ceeh : un client au Café central
- Rainer Frieb : un client au Café central
- Hagnot Elischka : le valet du duc Octave
- Klaus Händl : un serveur au Ritz
- Christian Weinberger : un policier
- Ina-Alice Kopp : la fille de Klimt au bordel
- Johannes Seilern : un client au bordel
- Susanne Wohlsein : la dame aux jumelles
- Rose-Lise Bonin : Sylvia
- Nadiv Molcho : un petit frère viennois
- Ilan Molcho : un petit frère viennois
- Thaddäus Reich : le petit parisien
- Poldi Salomon : le fils de Klimt
- Xialong Ye : le premier petit chinois
- Sanlong Ye : le deuxième petit chinois
- Piet Fuchs : un valet
- Katie Pfleghar : une prostituée
- Tom Trambow : un photographe

## Appréciation critique
« Raoul Ruiz n'a pas filmé une biographie du peintre viennois Gustav Klimt (1892-1918), mais une fantasmagorie « à la manière de Schnitzler » dit-il, imaginant une structure narrative en forme de spirale qui multiplie les jeux de miroirs, attise l'impression de voir surgir des échos et résonances comme lorsque l'on est sur un manège et que la répétition d'un certain nombre de motifs, de personnages, de sensations brouille les lois de la chronologie.[...]
Ce portrait d'un Klimt éminemment « ruizien » est celui d'un exilé du réel, entre la vie et la mort, qui ne sait plus qui il est, quels vertiges l'assaillent, quels jeux prédominent chez lui, ceux de l'amoureux ou du voyeur. D'où la profusion de miroirs, brisés, sans tain, ou présentés devant ses lèvres pour vérifier qu'un souffle l'anime encore. 
Le harem de ses modèles nus, ces prostituées à moustache au bordel où trône un gorille, cette Lea de Castro rencontrée à Paris (en réalité Cléo de Mérode) qui se dédouble et additionne les rendez-vous manqués, comme les infirmières qui flirtent avec Éros et Thanatos dans un hôpital où tombe la neige, composent une fresque qui tient évidemment de l'imaginaire, une sarabande exhumée d'un crâne fervent d'allégories. »

— Jean-Luc Douin, Le Monde, 25 avril 2006